# İrem Karamete
İrem Karamete (geb. 20. Juni 1993 in Istanbul) ist eine türkische Fechterin mit dem Florett. Sie qualifizierte sich 2016 als erste Vertreterin des türkischen Fechtverbands seit 1984 für die Olympischen Sommerspiele.

## Herkunft und Ausbildung
İrem Karamete kam 1993 in einer Fechter-Familie in Istanbul zur Welt. Ihr Vater Mehmet Karamete war Trainer der israelischen und deutschen Fecht-Nationalteams. İrems Mutter Nili Drori nahm als Fechterin für Israel an den Olympischen Spielen 1976 und 1984 teil, ihre ältere Schwester Merve war ebenfalls Mitglied im Fechtnationalteam.
Karamete erwarb einen Bachelor als Wirtschaftsingenieurin an der Özyeğin-Universität in Istanbul, wo sie mit einem Sportstipendium studierte. Sie war Kapitänin des Universitätsfechtteams, wo sie vier Einzeltitel in Folge gewann. 2019 absolvierte sie ein Masterstudium für global marketing management an der Boston University.

## Sportkarriere
İrem Karamete begann mit 10 Jahren mit dem Fechten. In nur fünf Jahren wurde sie Mitglied des Nationalteams und vertrat die Türkei bei internationalen Wettbewerben. In dieser Zeit gewann sie mehrere türkische Meisterschaften im Juniorbereich und nahm an Junioren-Europa- und Weltmeisterschaften teil, erreichte beispielsweise die Top16 bei dem Turnier im französischen Bourges. Sie gewann die Bronzemedaille bei den Mittelmeerspielen.
Zwischen 2011 und 2019 gewann sie zehn türkische Meistertitel.
2012 gewann Karamete die Goldmedaille bei den Mittelmeer-Juniorenmeisterschaften im kroatischen Poreč, bei dem auch das türkische Frauenteam die Kroatinnen im Finale schlug. 2012 kam Karamete bei den Junior Weltcups in Budapest und Belgrad jeweils unter die Top 16. Karamete gewann die Bronzemedaille bei den Mittelmeerspielen 2013 im südtürkischen Mersin. Hier war sie die erste türkische Frau, die seit 42 Jahren eine Medaille gewann.

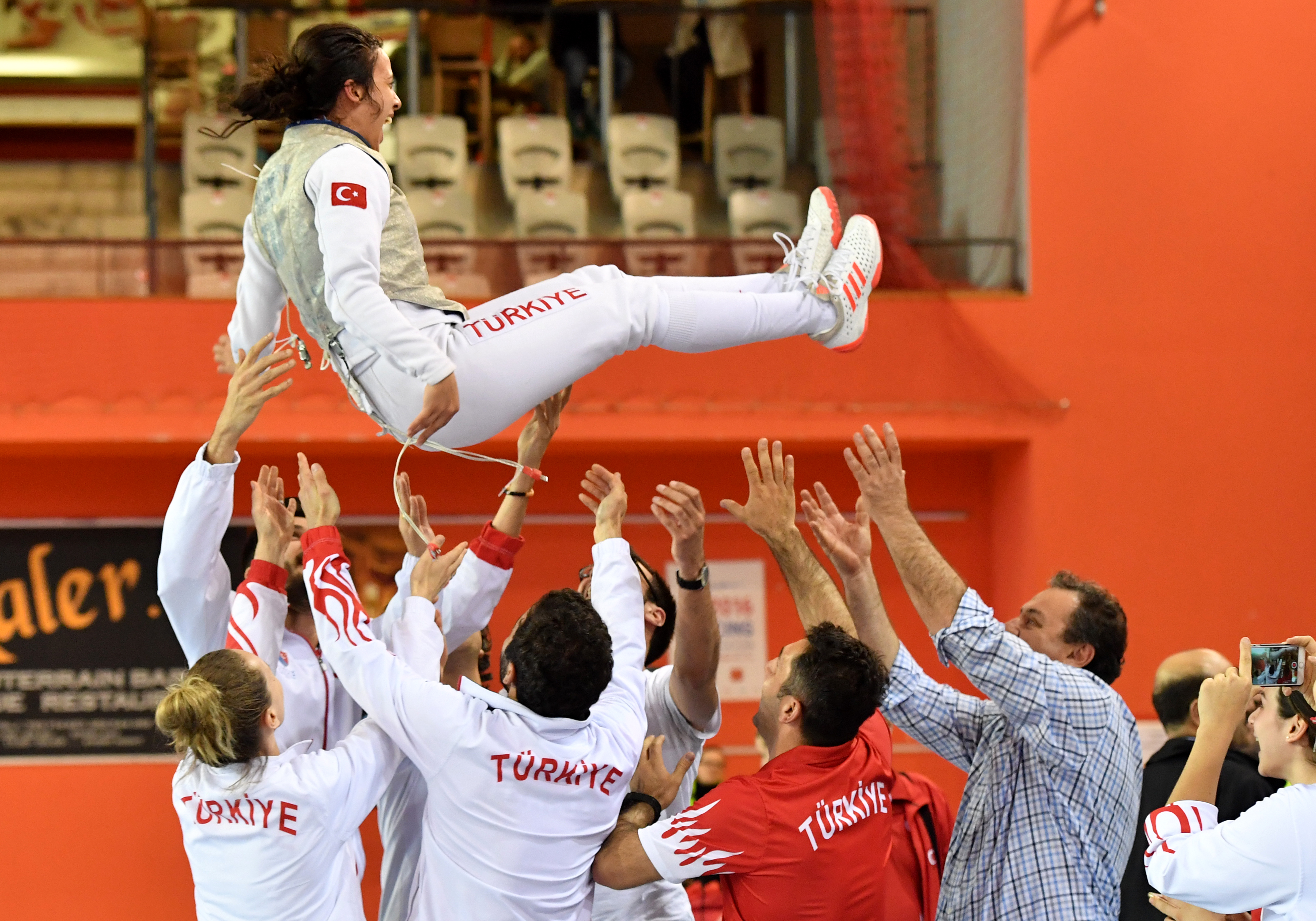
Feier nach der Qualifikation für die Olympischen Sommerspiele 2016

In der Saison 2014/2015 gewann Karamete eine Silbermedaille bei einem Turnier in Cancún, Mexiko, eine Goldmedaille in Antalya, Türkei, und Bronzemedaillen sowohl in Kocaeli als auch in Kopenhagen. Sie vertrat ihr Land im Fechten bei den Europaspielen 2015 im aserbaidschanischen Baku. Karamete gewann 2015 die Silbermedaille bei den Balkanmeisterschaften im serbischen Niš.
Nach einem erfolgreichen Auftritt beim Qualifikations-Turnier in Prag qualifizierte sich Karamete für die Teilnahme an den Olympischen Spielen 2016 in Rio de Janeiro. Damit war sie die erste türkische Fechterin bei Olympischen Spielen seit dem Wettbewerb 1984.
Im Mai 2018 gewann Karamete als Vertreterin ihres Landes die Bronzemedaille beim Satellite Cup in Bukarest. Am Ende der Saison kam sie bei der Europameisterschaft im serbischen Novi Sad unter die besten 16 und bei den Weltmeisterschaften im ostchinesischen Wuxi unter die besten 32 Fechterinnen.
In der Saison 2019/2020 erzielte Karamete auf dem Weg zu den Olympischen Spielen 2020 in Tokio als Vertreterin der Türkei folgende Ergebnisse: eine Goldmedaille in Antalya, Bronzemedaillen bei den Turnieren in Bukarest und Amsterdam sowie eine Top-32-Platzierung beim Grand Prix in Turin, was ihr wichtige Punkte für die Olympiaqualifikation einbrachte.
Sie nahm an den Europameisterschaften 2022 in Antalya teil und gewann eine der Bronzemedaillen im Einzelwettbewerb bei den Mittelmeerspielen 2022 in Oran, Algerien.

## Privatleben
2020 heiratete Karamete in Istanbul ihren Trainer, den italienischen Olympiafechter Andrea Baldini.